# Bambi: The Reckoning
Bambi: The Reckoning är en brittisk skräckfilm från 2025. Filmen är regisserad av Dan Allen efter ett manus skrivet av Felix Salten och Rhys Warrington. Filmen är en skräckversion av den kända berättelsen om rådjuret Bambi.
Filmen hade biopremiär i Sverige den 25 juli 2025.

## Handling
Efter att en mamma och hennes son varit med om en bilolycka blir de snart jagade av Bambi. Ett muterat, sorgtyngt rådjur på en dödlig hämndresa.

## Rollista (i urval)
- Roxanne McKee – Xana
- Tom Mulheron – Benji
- Nicola Wright – Mary
- Samira Mighty – Harriet